# Qualificatórias da Challenger Cup de Voleibol Feminino de 2023 – NORCECA
O torneio classificatório para a Challenger Cup de Voleibol Feminino de 2023 serviu como uma etapa de qualificação para seleções nacionais membros da Confederação da América do Norte, Central e Caribe de Voleibol (NORCECA). O evento ocorreu em Nogales, México, entre os dias 17 e 19 de junho de 2022, e teve como objetivo definir os times que participariam da Challenger Cup de 2023.
Depois de conquistar vitórias consecutivas em três partidas, todas com placar de 3 sets a 0, a equipe do México garantiu sua participação na Challenger Cup de 2023.

## Formato da disputa
O torneio foi disputado em rodada única, com todas as equipes se enfrentando.

### Critérios de desempate
1. Número de vitórias
2. Número de pontos
3. Razão dos pontos
4. Razão dos sets
5. Resultado da última partida entre os times empatados

- Partida com resultado final 3–0: 5 pontos para o vencedor e 0 pontos para o perdedor.
- Partida com resultado final 3–1: 4 pontos para o vencedor e 1 pontos para o perdedor.
- Partida com resultado final 3–2: 3 pontos para o vencedor e 2 pontos para o perdedor.[3]

## Equipes participantes
O anfitrião México e as três primeiras equipes classificadas no ranking da NORCECA em 1 de janeiro de 2022 não participantes da Liga das Nações de 2022 se classificaram para o torneio.
- México
- Cuba
- Porto Rico
- Costa Rica

## Local das partidas
| Nogales, México                  |
| -------------------------------- |
| Ginásio Carlos Hernandez Carrera |
| Capacidade: 2 000                |

## Resultados
|     |            |     | Jogos | Jogos | Jogos | Resultados | Resultados | Resultados | Resultados | Resultados | Resultados | Sets | Sets | Sets  | Pontos | Pontos | Pontos |
| Pos | Equipe     | Pts | T     | V     | D     | 3–0        | 3–1        | 3–2        | 2–3        | 1–3        | 0–3        | V    | P    | R     | V      | P      | R      |
| --- | ---------- | --- | ----- | ----- | ----- | ---------- | ---------- | ---------- | ---------- | ---------- | ---------- | ---- | ---- | ----- | ------ | ------ | ------ |
| 1   | México     | 15  | 3     | 3     | 0     | 3          | 0          | 0          | 0          | 0          | 0          | 9    | 0    | MAX   | 225    | 162    | 1.389  |
| 2   | Cuba       | 10  | 3     | 2     | 1     | 2          | 0          | 0          | 0          | 0          | 1          | 6    | 3    | 2.000 | 213    | 175    | 1.217  |
| 3   | Porto Rico | 5   | 3     | 1     | 2     | 1          | 0          | 0          | 0          | 0          | 2          | 3    | 6    | 0.500 | 193    | 215    | 0.898  |
| 4   | Costa Rica | 0   | 3     | 0     | 3     | 0          | 0          | 0          | 0          | 0          | 3          | 0    | 9    | 0.000 | 149    | 228    | 0.654  |

- Todas as partidas seguem o horário local (UTC−7).

| Data   | Hora  |            | Placar |            | Set 1 | Set 2 | Set 3 | Set 4 | Set 5 | Total | Relatório |
| ------ | ----- | ---------- | ------ | ---------- | ----- | ----- | ----- | ----- | ----- | ----- | --------- |
| 17 jun | 18:08 | Porto Rico | 0–3    | Cuba       | 20–25 | 15–25 | 20–25 |       |       | 55–75 | P2 P3     |
| 17 jun | 21:19 | México     | 3–0    | Costa Rica | 25–14 | 25–11 | 25–14 |       |       | 75–39 | P2 P3     |
| 18 jun | 18:30 | Porto Rico | 3–0    | Costa Rica | 28–26 | 25–19 | 25–20 |       |       | 78–65 | P2 P3     |
| 18 jun | 20:51 | México     | 3–0    | Cuba       | 25–22 | 25–19 | 25–22 |       |       | 75–63 | P2 P3     |
| 19 jun | 18:30 | Cuba       | 3–0    | Costa Rica | 25–13 | 25–17 | 25–15 |       |       | 75–45 | P2 P3     |
| 19 jun | 20:30 | México     | 3–0    | Porto Rico | 25–19 | 25–19 | 25–22 |       |       | 75–60 | P2 P3     |

## Classificação final
| Posição | Equipe     |
| ------- | ---------- |
| 1       | México     |
| 2       | Cuba       |
| 3       | Porto Rico |
| 4       | Costa Rica |

|  | Classificado para a Challenger Cup de 2023 |